# 정한신
정한신(1969년 10월 17일 ~)은 대한민국의 농구인으로, 현재 원주 동부 프로미 스카우트로 활동하고 있다.

## 학력
- 경복고등학교
- 고려대학교

## 경력

### 선수
- 1991년 ~ 1996년 현대전자 실업농구단
- 1997년 ~ 1998년 원주 나래 블루버드
- 1999년 ~ 2000년 원주 삼보 엑써스

### 지도자
- 2002년 ~ 2006년 원주 TG 엑써스 코치
- 2006년 ~ 2007년 원주 동부 프로미 스카우트
- 2008년 대구 오리온스 코치
- 2009년 ~ 2010년 원주 동부 프로미 코치
- 2010년 ~ 원주 동부 프로미 스카우터
- 2014년 ~ 2014 인천아시안게임 농구경기사무차장
- 2018년 3×3남자국가대표팀 감독
- 2019년 3x3남자국가대표팀 감독